# Plectrypops
Plectrypops è un genere di pesci ossei marini appartenente alla famiglia Holocentridae.

## Distribuzione e habitat
P. lima vive nelle zone tropicali dell'Indo-Pacifico mentre P. retrospinis è endemico dell'oceano Atlantico occidentale tropicale e del mar dei Caraibi.
Vivono nelle barriere coralline.

## Descrizione
La sagoma è decisamente alta, tozza e rotondeggiante; gli occhi sono grandi, il muso appuntito e la bocca grande e terminale. Il peduncolo caudale è sottile e breve. Manca la spina sul preopercolo presente negli altri generi della famiglia. Il colore è uniformemente rosso vivo. Sono pesci di taglia modesta, entrambe le specie non superano i 15–16 cm.

## Biologia
Sono notturni, passano il giorno nascosti nei recessi del fondale e vengono difficilmente incontrati dai subacquei. La loro biologia è complessivamente poco nota.

## Specie
Il genere conta 2 specie:
- Plectrypops lima
- Plectrypops retrospinis